# Kupa e Shqipërisë
La Coppa d'Albania (in albanese Kupa e Shqipërisë) è una competizione calcistica albanese ad eliminazione diretta, posta sotto l'egida della Federazione calcistica dell'Albania.

## Storia

### Formula
La prima edizione si svolse nel 1939 con la formula di un mini-campionato (nel 1939 il campionato albanese non si disputò). Non disputata dal 1940 al 1947 per cause belliche, dal 1948 assunse il format ad eliminazione diretta. Fino al 1958 la finale si disputò in gara unica, mentre dal 1960 si alternarono gare di andata e ritorno e gare uniche in campo neutro. Dal 1994-1995 si disputa una gara unica di finale.

### Vincitori
Anche in questa competizione, come per il campionato, è da registrare un dominio totale delle squadre della capitale Tirana, che si sono aggiudicate 44 edizioni sulle 67 disputate. Le altre sono andate a Scutari (6), Valona e Durazzo (4), Elbasan, Kavajë, Kukës e Laç (2), Fier e Skënderbeu (1). Complessivamente 13 finali su 67 sono state decise dai tiri di rigore.

### Record
Nei quarti di finale dell'edizione del 1952, giocata in gara unica, si registrò una delle gare più lunghe disputate in assoluto: il 5 ottobre la gara tra Dinamo Tiranë e Partizani Tiranë terminò 0-0 dopo ben tre tempi supplementari di 15 minuti ciascuno. A quel tempo non esistevano i rigori, ma solamente la monetina, soluzione considerata però ingiusta dalla federazione che dispose una ripetizione della gara il 7 ottobre successivo, vinta 3-2 dalla Dinamo al termine di due tempi supplementari di 15 minuti ciascuno per un totale di 255 minuti.
Negli ottavi di finale dell'edizione 1962-1963, in due gare, si affrontarono le squadre dell'Apolonia Fier e del Korabi Peshkopi: l'andata terminò 2-1, il ritorno 1-2. Dopo aver disputato due tempi supplementari, si tirò quella che ancora oggi rimane la più lunga serie di tiri di rigore battuti in una partita di calcio ufficiale, con tanto di sospensione per oscurità da parte dell'arbitro (non c'era luce artificiale) e ripresa alla mattina seguente. L'Apolonia Fier vinse la serie di tiri dal dischetto con il punteggio di 25-24.
Nell'edizione 1964-1965 la gara unica degli ottavi di finale, disputata il 20 giugno 1965 tra Partizani Tiranë e Flamurtari Vlorë, terminò 1-1 al tempo regolamentare e si tirò subito una serie di dieci calci di rigore, dei quali nove furono sbagliati o parati dai rispettivi portieri. Il Flamurtari superò il turno per 1-0.
Per finire, nella finale dell'edizione 1971-1972, disputata in due gare tra Vllaznia Shkodër e il Besa Kavajë, l'andata si chiuse con la vittoria del Besa per 2-0. Al ritorno i tempi regolamentari finirono sul 2-0 per la compagine del Vllaznia, grazie a due calci di rigore segnati da Ramazan Rragami, calciatore molto noto nel suo paese. Dopo i due tempi supplementari, si arrivò ai tiri di rigore: all'epoca non vigeva la norma sull'alternanza nei tiri di spareggio ed il Vllaznia vinse dopo averli marcati tutti e cinque, sempre con Rragami, che detiene tuttora il record per aver segnato più calci di rigore (7 complessivi) in una sola partita.

## Vincitori
| Club              | Vittorie |
| ----------------- | -------- |
| Tirana            | 16       |
| Partizani Tirana  | 15       |
| Dinamo Tirana     | 14       |
| Vllaznia          | 8        |
| Flamurtari Valona | 4        |
| Teuta             | 4        |
| Elbasani          | 2        |
| Besa Kavajë       | 2        |
| Laçi              | 2        |
| Kukësi            | 2        |
| Egnatia           | 2        |
| Apolonia Fier     | 1        |
| Skënderbeu        | 1        |